# John Morley Harris
John Morley Harris, né le 21 août 1945, est un bioéthicien et philosophe britannique.

## Biographie
Il décroche un baccalauréat en Arts de l'Université du Kent en 1966, puis entre au Balliol College, de l'Université d'Oxford, où il complète, en 1976, un doctorat en philosophie.
Il a été professeur à l'Université de Manchester.
Il est surtout connu pour contester l'intérêt du QALY.